# Trembita (musikinstrument)
 For alternative betydninger, se Trembita. (Se også artikler, som begynder med Trembita)
En trembita (fra urgermansk: trumba, "at trompetere") er et alpehorn lavet af træ. Det er almindeligt blandt de ukrainske højlændere Hutsulerne, der bor i det vestlige Ukraine, det østlige Polen, Slovakiet og det nordlige Rumænien. I Polen er det kendt som en trombita (i syd), en bazuna (i nord), eller en ligawka (i det centrale Polen).

## Beskrivelse
En trembita blev primært brugt af folk som Hutsuler og Goral-folket der boede i Karpaterne. Den blev brugt som et signaludstyr til at annoncere dødsfald, begravelser, bryllupper.
Røret er lavet af et langt lige stykke fyrretræ eller gran (helst et, der er blevet ramt af et lyn), som er delt i to, så kernen kan skæres ud. Halvdelene samles igen og pakkes derefter ind i birkebark eller pilevidjer. Det bruges også af hyrder til signalering og kommunikation i de skovklædte bjerge og til at lede får og hunde. Trembitaen har en klangfarve, der er meget lysere end alpehorn på grund af dens smalle udboring og snævre klangstykke, den tragtformede udmunding.
Eftersom trembitaen ikke har nogle åbninger på langs, og heller ikke andre muligheder for forandring af pibens længde, kan den kun spille naturtoner, dvs. grundtonen og dens overtoner. De øvre harmoniske opnås lettere på grund af boringens lille diameter i forhold til længden.
Grundtonerne i naturtonerækken overlapper, men svarer ikke nøjagtigt til toner, der findes i den velkendte kromatiske skala i standard vestlig ligesvævende temperatur. Inden for trembitaens område er de 7. og 11. harmoniske svingninger særligt bemærkelsesværdige, fordi de falder mellem tilstødende toner i den kromatiske skala.
I hænderne på en dygtig komponist eller arrangør kan de naturlige harmoniske bruges til at hjemsøge melankolsk effekt eller derimod til at skabe en charmerende pastoral smag.

## Moderne brug
I dag bruges trembita ofte i ukrainske etnografiske ensembler og ind imellem som et instrument i ukrainske folkeinstrumentorkestre.
En trembita blev vist på Eurovision Song Contest 2004 af den ukrainske vinder af konkurrencen Ruslana under hendes fremførelse af sangen "Wild Dances".
Trembitaen bruges også af det ukrainske band ONUKA.
Den længste trombita (8,35 m) blev lavet af den polske folkemusiker Józef Chmiel, der bor i Tjekkiet.